# ASKÖ Klimpuh
ASKÖ Klimpuh, odnosno "nogometni klub Klimpuh" je nogometni klub iz Austrije, iz Klimpuha.
Klub je oko kojeg se okupljaju gradišćanski Hrvati, hrvatska manjina u Austriji.

## Klupski uspjesi
- gradišćanskohrvatski nogometni kup:

- prvaci: 1993., 1994., 1997.,
- doprvaci: 1990., 1991., 1998., 2003.

- gradišćanska liga:
- gradišćansko prvenstvo u malom nogometu: